# Neoperla dayak
Neoperla dayak är en bäcksländeart som beskrevs av Peter Zwick 1986. Neoperla dayak ingår i släktet Neoperla och familjen jättebäcksländor. Inga underarter finns listade i Catalogue of Life.